# Dinamo Pančevo

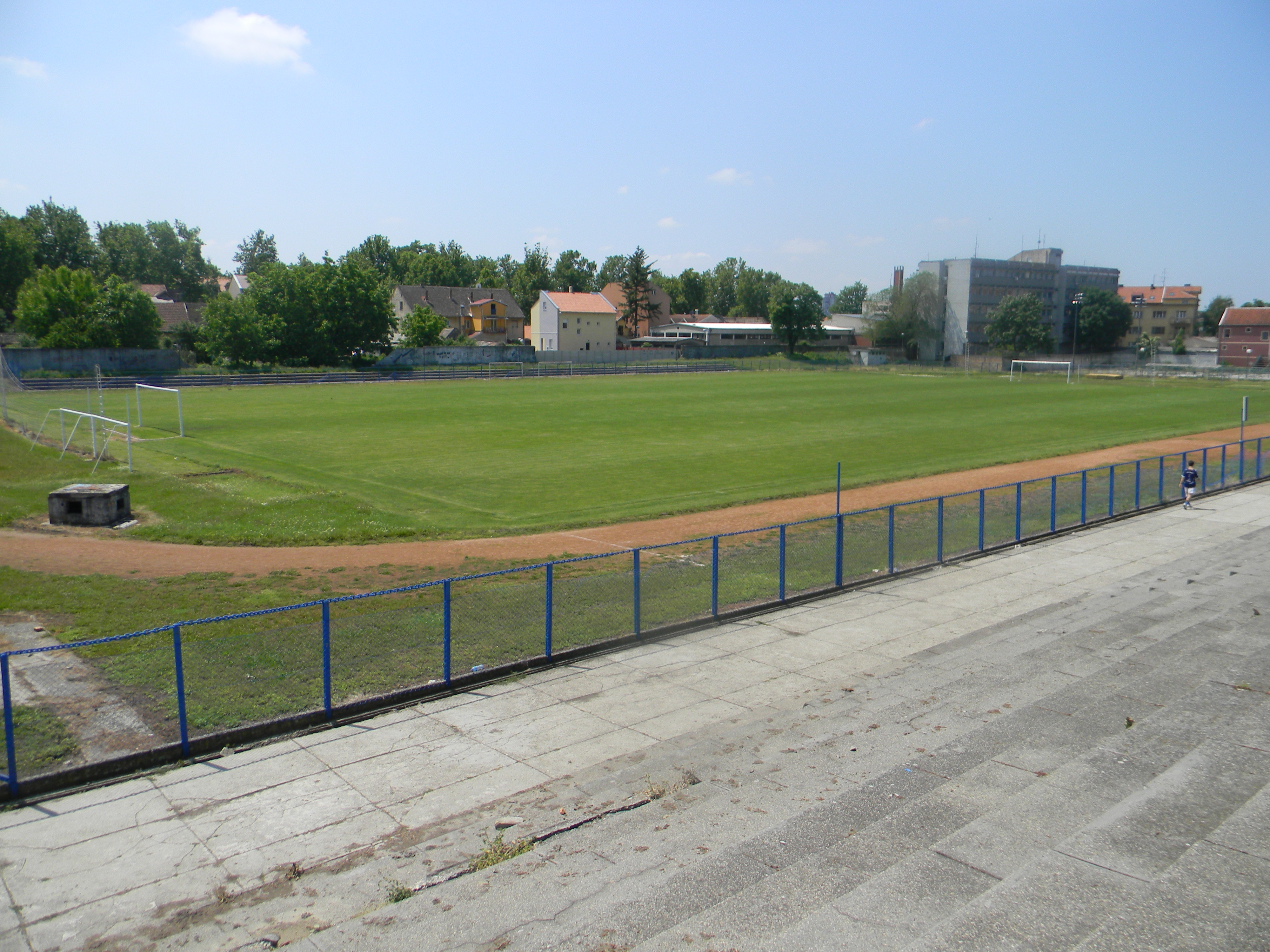
Spielstätte

Dinamo Pančevo ist ein 1945 gegründeter serbischer Sportverein aus Pančevo. Die erste Mannschaft der Fußballabteilung spielt in der Srpska Liga Vojvodina (3. Ligenhierarchieebene).